# Sattledt
Sattledt è un comune austriaco di 2 607 abitanti nel distretto di Wels-Land, in Alta Austria; ha lo status di comune mercato (Marktgemeinde). Istituito il 1º gennaio 1851 con il nome di Sattlödt, il 27 ottobre 1874 fu aggregato al comune di Kremsmünster; il 1º ottobre 1939 tornò a essere un comune autonomo, assumendo il nome attuale.